# 北海事件
北海事件（ほっかいじけん）は、1936年9月3日に起きた中国広東省北海（現在は広西チワン族自治区に属する）における日本人殺害事件である。

## 概要
1936年9月3日、広東省北海で商店を経営する日本人中野順三が店舗を襲撃した暴徒によって殺害された。同地方は広西軍の新編独立第一師翁照垣麾下の旧十九路軍（とくに抗日行為が強いとみなされていた）及び第六十一師丘北琛部隊の暫駐地であり、排日意識が暴動の背因をなしていた。
事件の一報が伝わると、当時成都事件直後の日中関係は緊迫していたため日本は軍艦を派遣、また調査員を送った。9月20日、翁照垣軍の撤退を待って現地調査を行い、9月24日調査を完了。近郊に隠れていた被害者の妻（中国人）及び子供を救出した。
事件について日本側は大使川越茂を通じて8月4日に日本人が殺害された成都事件とあわせて厳重な交渉を国民政府と行い（川越・張群会談）、幾多の紛糾を重ねて12月30日、国民政府の陳謝、責任者及び犯人の処罰、被害者の遺族に対し3万元を贈ることその他を決定した。